# 維列季河
61°20′24″N 47°21′21″E / 61.34000°N 47.35583°E
維列季河是俄羅斯的河流，由阿爾漢格爾斯克州負責管轄，屬於維切格達河的左支流，河道全長321公里，流域面積約5,610平方公里。